# Rhypholophus oregonicus fugax
Rhypholophus oregonicus fugax is een ondersoort van de tweevleugelige Rhypholophus oregonicus uit de familie steltmuggen (Limoniidae). De soort komt voor in het Nearctisch gebied.